# 兩江飯店
兩江飯店（：／ Lyanggang Hotel）是朝鮮平壤市萬景台區域的一座一級酒店，建於1989年，因坐落於大同江、普通江交匯的西山山頭之上而得名。飯店佔地面積約33,000平方米，有兩座主體建築，330間客房。

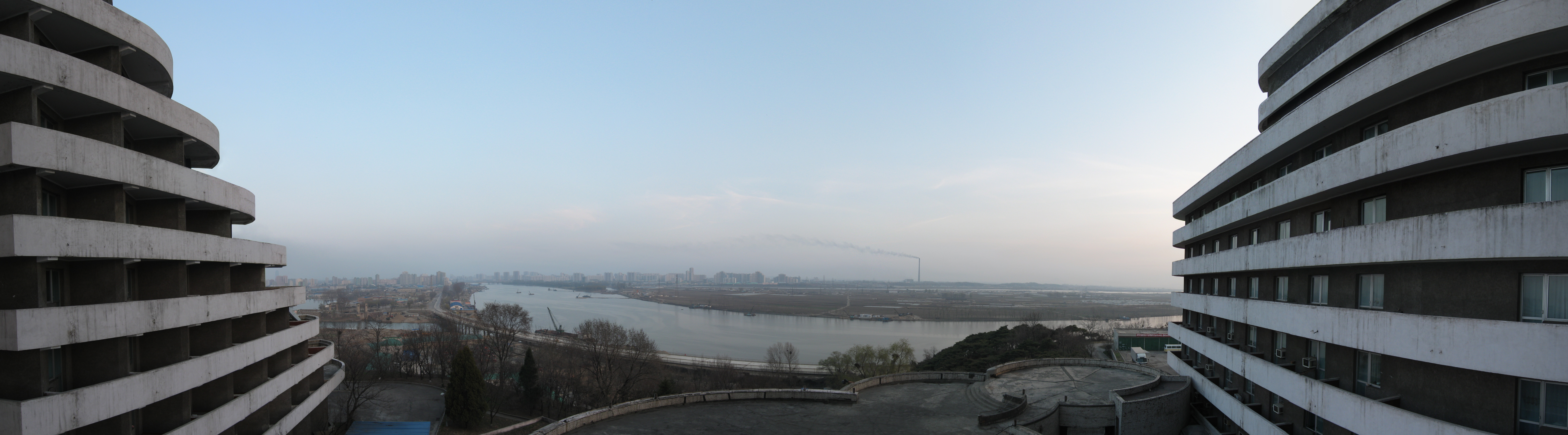
從兩江飯店上遠眺兩江